# Dunlavin
Dunlavin (iriska: Dún Luáin) är en ort i republiken Irland.   Den ligger i grevskapet Wicklow och provinsen Leinster, i den centrala delen av landet, 40 km sydväst om huvudstaden Dublin. Dunlavin ligger 172 meter över havet och antalet invånare är 830.
Terrängen runt Dunlavin är huvudsakligen platt, men österut är den kuperad. Terrängen runt Dunlavin sluttar västerut.Runt Dunlavin är det ganska glesbefolkat, med 28 invånare per kvadratkilometer. Närmaste större samhälle är Naas, 18,0 km norr om Dunlavin. Trakten runt Dunlavin består i huvudsak av gräsmarker.